# Karel Ferdinand Bellmann
Karel Ferdinand Bellmann, známý též jako Carl Bellmann (4. prosince 1820 Praha – 11. července 1893 Praha) byl český, německy hovořící zvonař, nakladatel, tiskař, fotograf a mecenáš umění.

## Život a dílo
Pocházel z rodiny v Praze usazeného dvorního zvonaře Karla Bellmanna z Königsbergu a jeho manželky Anny pocházející z významné pražské zvonařské rodiny Kühnerovů. V otcově dílně se stejně jako jeho starší bratr Josef (* 1817) vyučil zvonařskému řemeslu. Karel junior se však více orientoval na obchod a na tiskařství. V roce 1856 zřídil obchod s barvami a malou knihtiskárnu, kterou dále rozšiřoval a vedení zvonařské dílny převzala jeho mladší sestra Anna Bellmannová (1825–1893).

### Zvonař
Vyučil se zvonařem, v pobytové přihlášce pražského magistrátu se uvádí profese obchodníka. V roce 1855 převzal otcovu dílnu, která se nacházela v domě čp. 747/II v dnešní Jungmannově ulici 28 na Novém Městě, zvaném U Zvonařů nebo U tří zvonků. Dílnu podle některých pramenů vedl do roku 1869, kdy ji přenechal své mladší sestře Anně. Jsou mu připisovány tyto zvony:
- 1857 zvon pro Starou Boleslav
- 1857 přelit zvon Vojtěch pro kostel sv. Jakuba v Hostivici
- 1861 zvon Mikuláš, Jílové u Prahy
- 1863 čtyři zvony pro Kostel svatého Cyrila a Metoděje, Praha, Karlín.[8]
- 1864 zvon Pavel, bazilika svatého Petra a Pavla, Praha

Další jím ulité zvony byly v Záběhlicích, Domašíně[nepřesný odkaz], Borotíně[nepřesný odkaz], Býšti a Pardubicích.

### Tiskař a nakladatel
Dne 1. března 1856 otevřel knihtiskárnu a obchod s barvami. Tiskařské zařízení získal z tiskárny C. W. Medau (Karel Vilém Medau – 1791–1866). Bellmannův podnik s názvem Artisticko-typografický ústav fungoval jako nakladatelství, produkoval kamenotisky a dřevoryt - v rámci podniku založil xylografický ústav, jeho závod zahrnoval také písmolijnu a zařízení pro stereotypii. Vydával a tiskl převážně česky psané knihy, později se věnoval umělecké litografii a světlotisku. V roce 1879 zakoupil pozůstalost po nakladateli Theodoru Mourkovi. Jeho tiskárna se nacházela v domě č. p. 56 na Starém Městě, (nároží Granátové a Křížovnické ulice – dnes Křížovnické a Platnéřské, dům Platnéřská 5). V roce 1884 přemístil podnik do protějšího domu č. p. 27 (dnes Platnéřská 7) a současně závod rozšířil o oddělení pro reprodukční fotografii, do něhož spadala fotografie krajin, architektury, uměleckých děl a plánů.
Jako prokurista pro něj pracoval jeho syn Arthur Maschka Bellmann, který se v roce 1885 stal společníkem a po smrti otce v roce 1893 převzal vedení podniku. Firma se v roce 1912 spojila s tiskárnou Alexandra Leopolda Koppeho. Roku 1913 pro ni postavil stavitel Václav Nekvasil novou budovu v Drtinově ulici čp. 557/10. Tiskárna fungovala až do roku 1925, kdy byla zakoupena firmou Melantrich. Jako specialista na reprodukční techniky zde pracoval fotograf Josef Böttinger.
Bellmann, ačkoliv neuměl česky, vydával česky psané knihy (především v rozmezí let 1855 -1865). Vydával literaturu náboženskou, poučnou ale také beletrii českou i světovou v českých překladech. V roce 1864 vydal Bibli českou s dřevoryty. Byl v kontaktech s českými literáty perzekvovanými za činnost v roce 1848 a pak se začínajícími májovci.
Po Karlu Vilému Medauovi převzal také redakci beletristického časopisu Erinnerungen an merkwürdige Gegenstände und Begebenheiten, kde v roce 1856 poprvé v němčině vyšla ve zkrácené verzi Babička Boženy Němcové s ilustracemi Josefa Mánesa. Vydal i souborné dílo Jana Pravoslava Koubka. Seznam nejvýznamnějších Bellmannem vydaných českých děl je uveden v literatuře.
Karel Ferdinand Bellmann je pohřben na Olšanských hřbitovech v Praze, ve III. hřbitově.

## Obrazové publikace
- Prag: eine Sammlung von zwanzig original – Photographien der interessantesten Ansichten und Baudenkmäler, Fotografie und unveränderlichter Lichtdruck von Carl Bellman, Prag: Carl Bellmann, před 1885
- Oskar Pollak: Johann und Ferdinand Maximilian Brokoff, Prag: J. G. Calve, 1910 – fotografické tabule

## Galerie

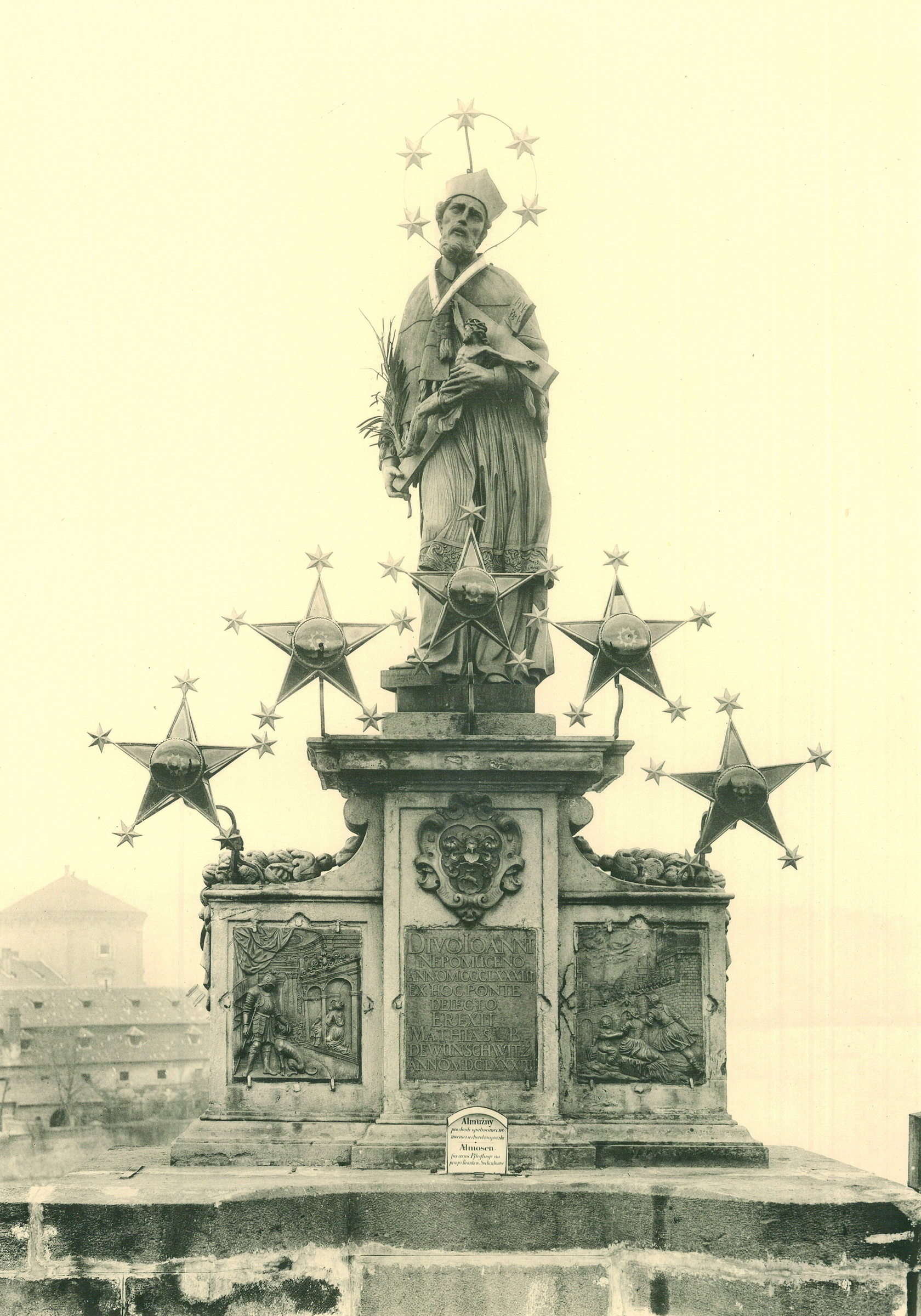
Jan Brokoff: Svatý Jan Nepomucký, Praha, Karlův most
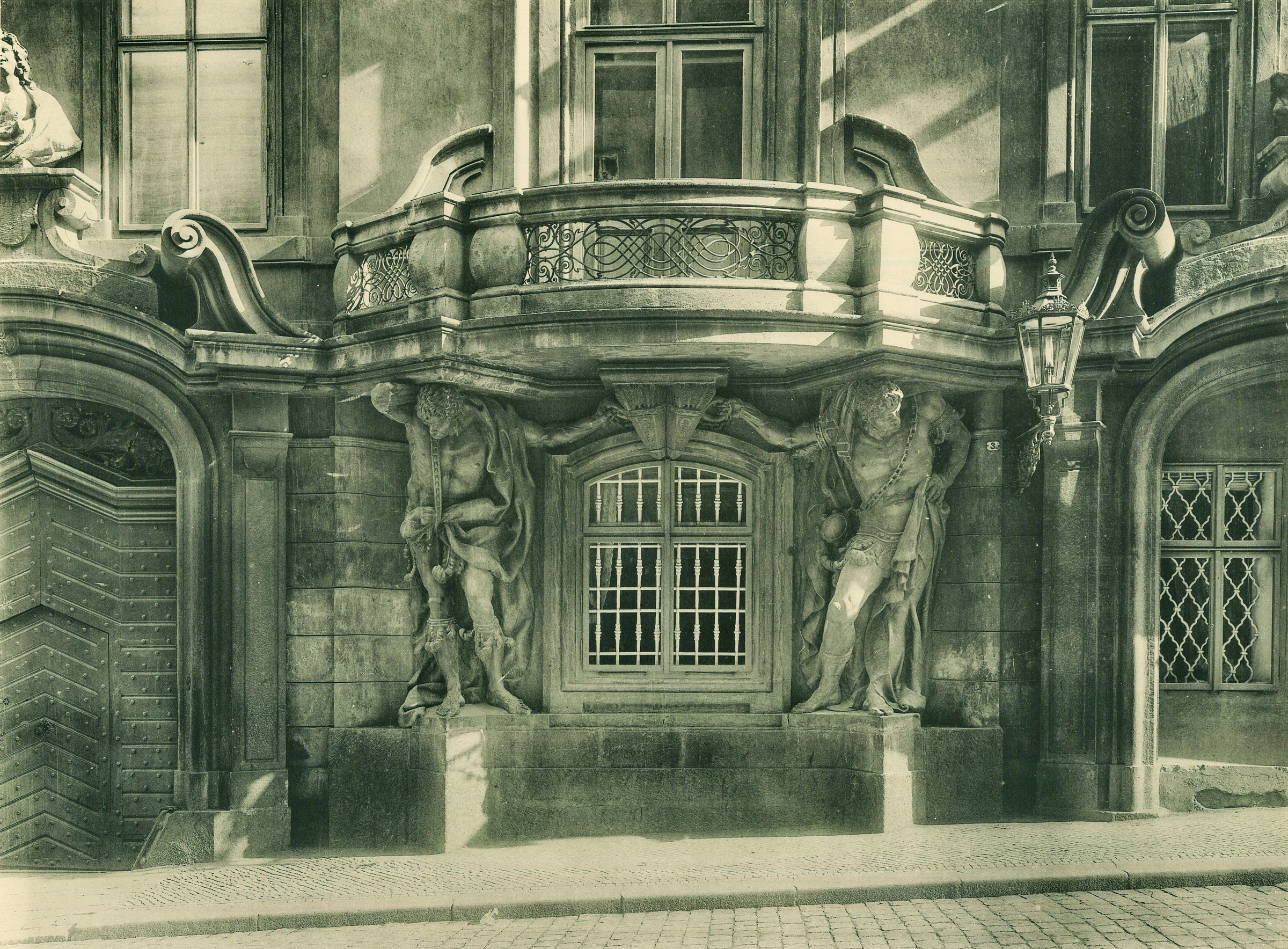
Ferdinand Maxmilián Brokoff: Atlasové nesoucí balkon, Morzinský palác, Praha, Nerudova ulice
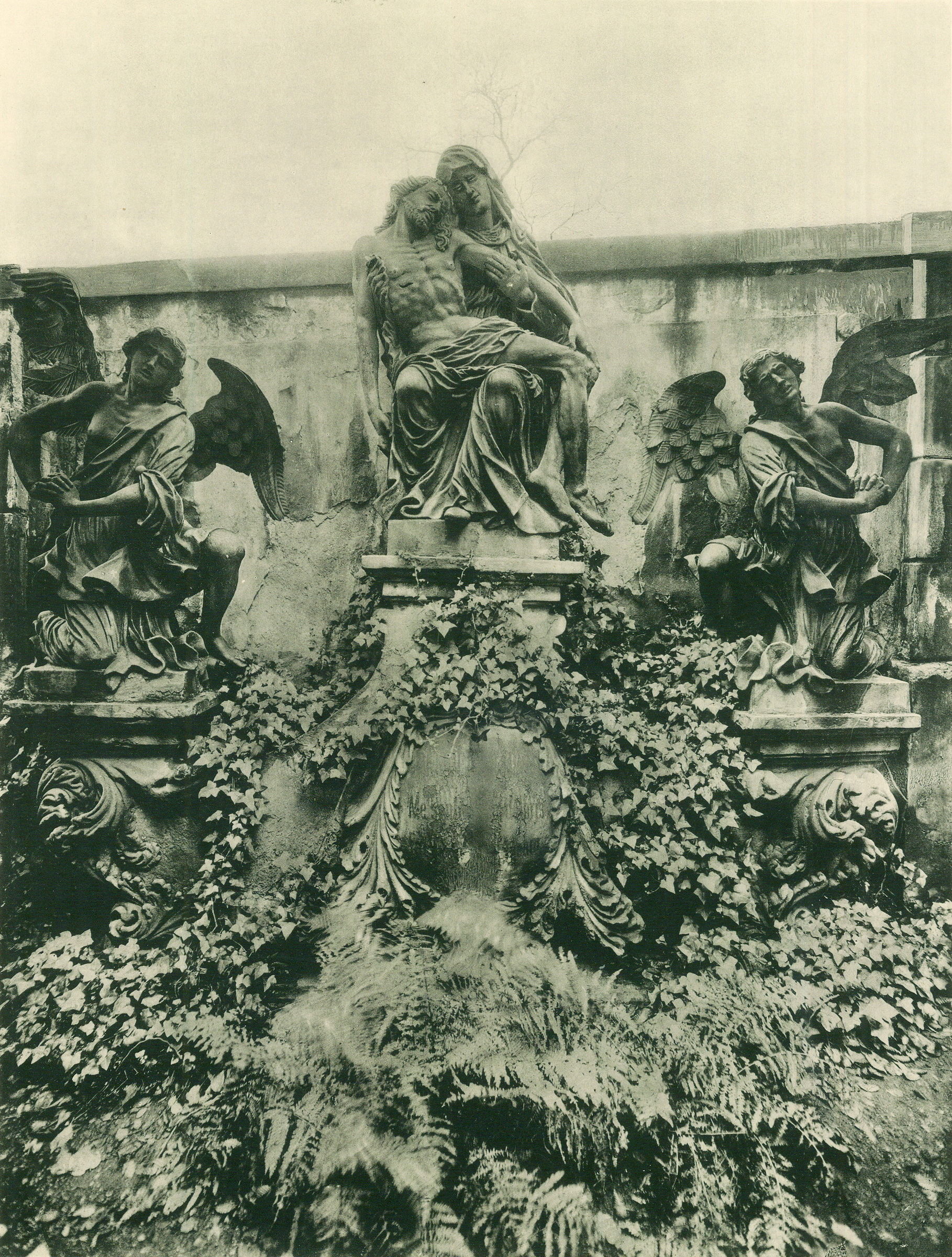
Jan Brokoff: Pieta, Praha, původně na Karlově mostě
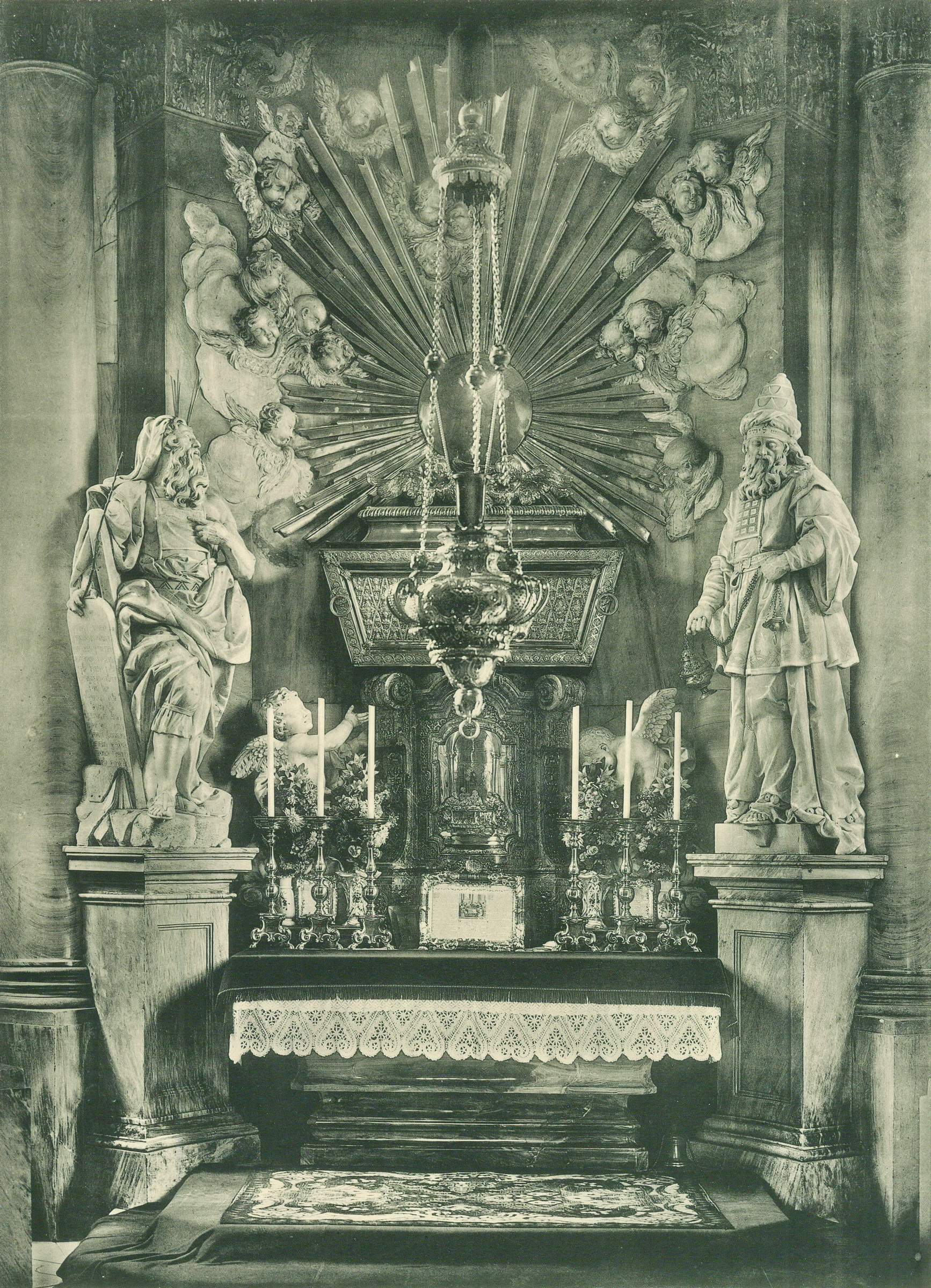
Ferdinand Maxmilián Brokoff: Oltář s Mojžíšem a Aaronem, Vratislav, Kurfiřtská kaple
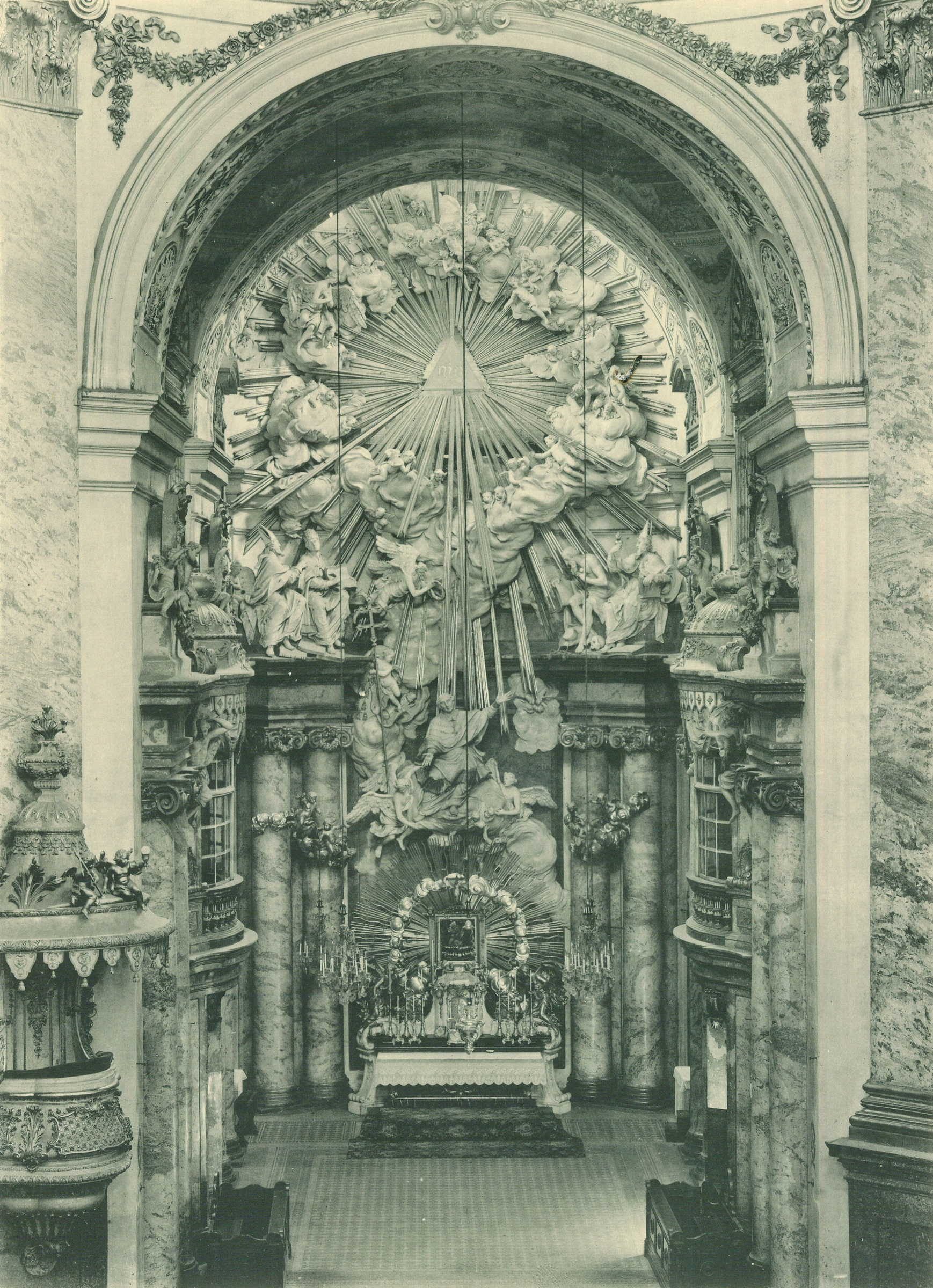
Ferdinand Maxmilián Brokoff: Hlavní oltář svatého Karla Boromejského, Vídeň, Kostel svatého Karla Boromejského
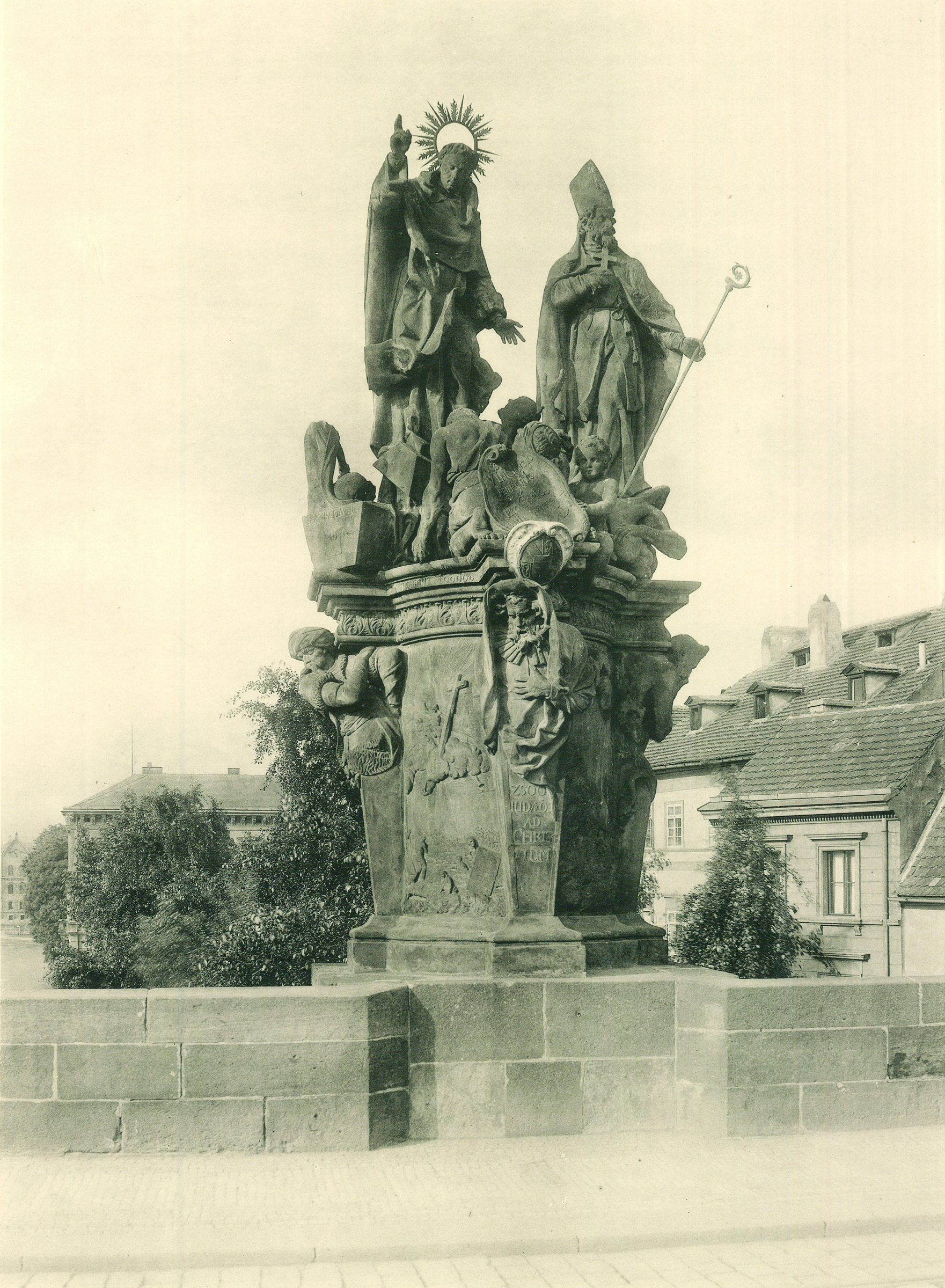
Ferdinand Maxmilián Brokoff: Svatý Vincenc Ferrarský a svatý Prokop, Praha, Karlův most
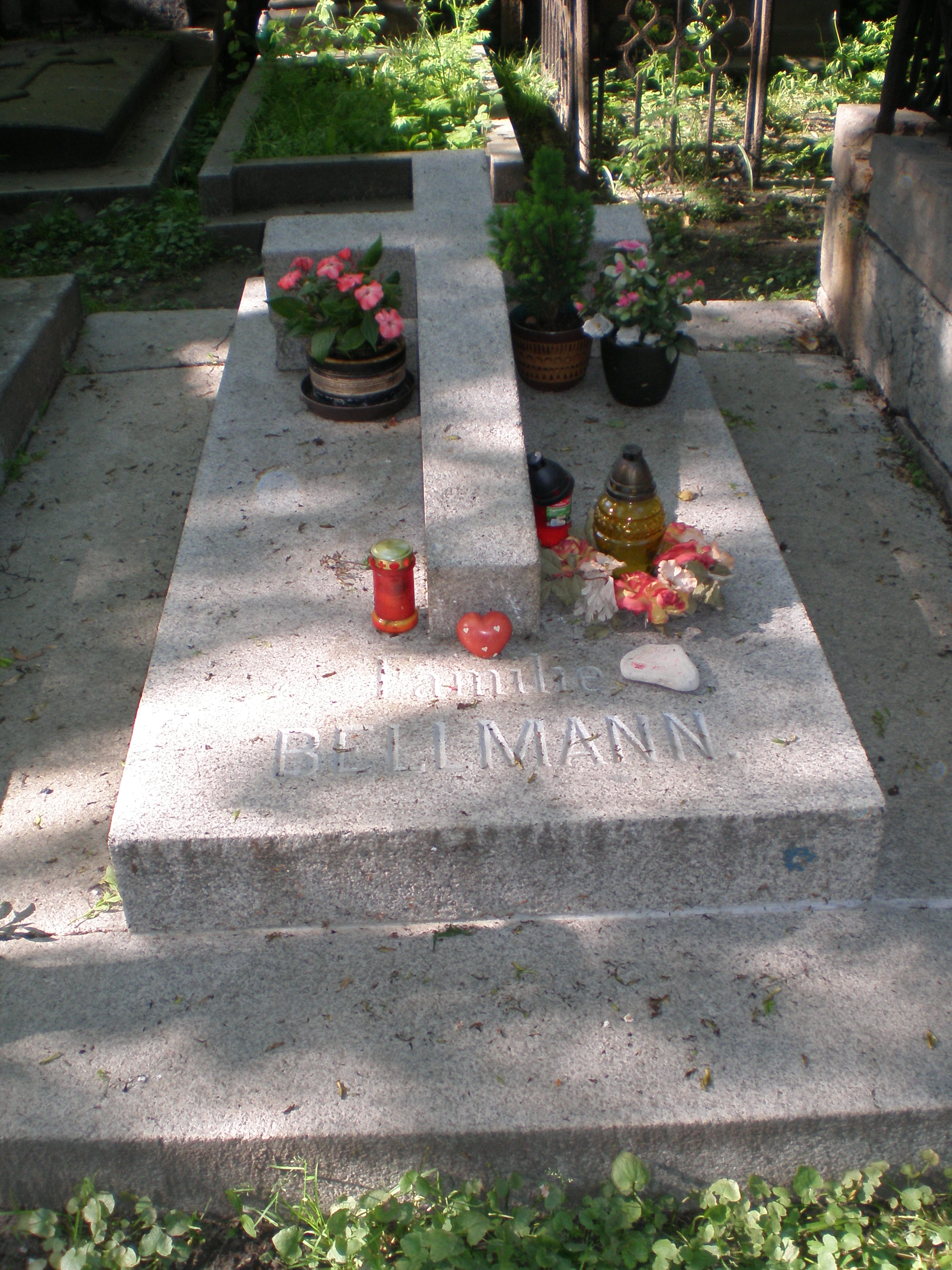
Hrob rodiny Bellmannovy na Olšanských hřbitovech v Praze